# Sécheur d'air comprimé
Un sécheur d'air comprimé est un équipement technique qui réduit le taux d'humidité relative de l'air comprimé. Il permet d'obtenir un point de rosée suffisamment bas pour l'utilisation faite de l'air comprimé, notamment pour éviter la présence d'eau sous forme liquide (eau condensée) dans un réseau d'air comprimé. Les sécheurs d'air ambiant sont généralement appelés déshumidificateurs.

## Humidité de l'air comprimé
L'air atmosphérique contient toujours une certaine quantité de vapeur d'eau, variable en fonction de sa température, sa pression, et son taux d'humidité relative. Cette teneur en eau varie de 3 à 39 grammes d'eau par kilogramme d'air pour des températures ambiantes positives jusqu'à 40°C. Lors de la compression, l'air ambiant subit une augmentation de sa température et une réduction de son volume l'amenant à saturation en vapeur d'eau. Le refroidissement ultérieur de l'air comprimé pendant son stockage, sa distribution dans les réseaux, ou lors de sa détente à la pression atmosphérique provoque la condensation de cette vapeur d'eau. 

## Inconvénients de l'humidité dans l'air comprimé
Lorsque l'air comprimé refroidit, la vapeur d'eau se condense dans les réservoirs, les tuyaux, les flexibles et les outils connectés en aval du compresseur, ce qui peut les endommager. Par conséquent, la vapeur d'eau est éliminée de l'air comprimé afin d'éviter la condensation et d'empêcher l'humidité d'interférer avec les processus industriels sensibles.

## Typologie
Il existe plusieurs méthodes pour sécher l'air comprimé :
1. la réfrigération (sécheurs par réfrigération)[1] ;
2. l'adsorption (sécheurs à adsorption)[2] ;
3. la perméation (sécheurs à membranes)[2] ;
4. l'absorption (sécheurs à absorption) ;
5. le séchage par sur-compression.

### Sécheur par réfrigération

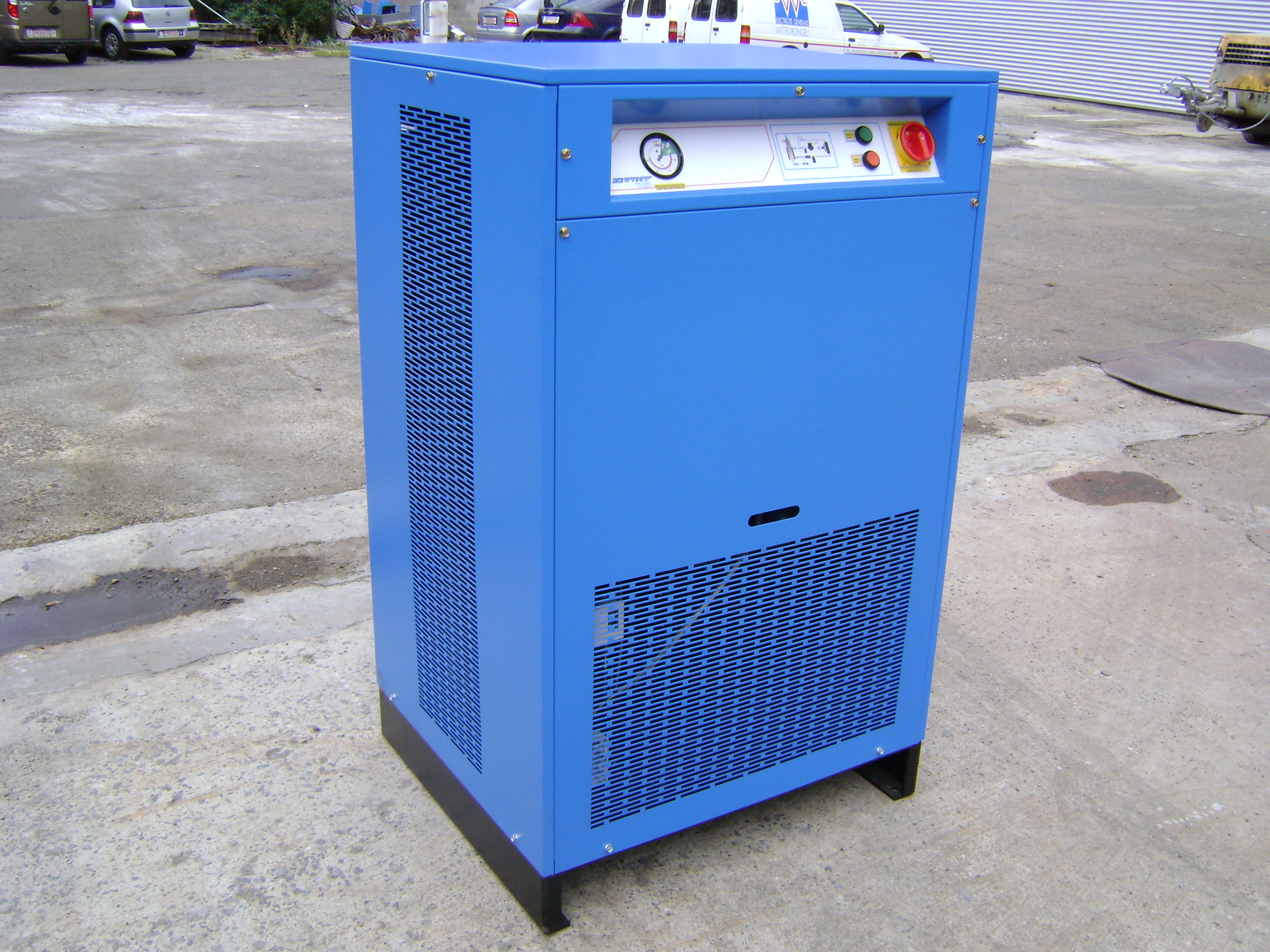
Sécheur par réfrigération.

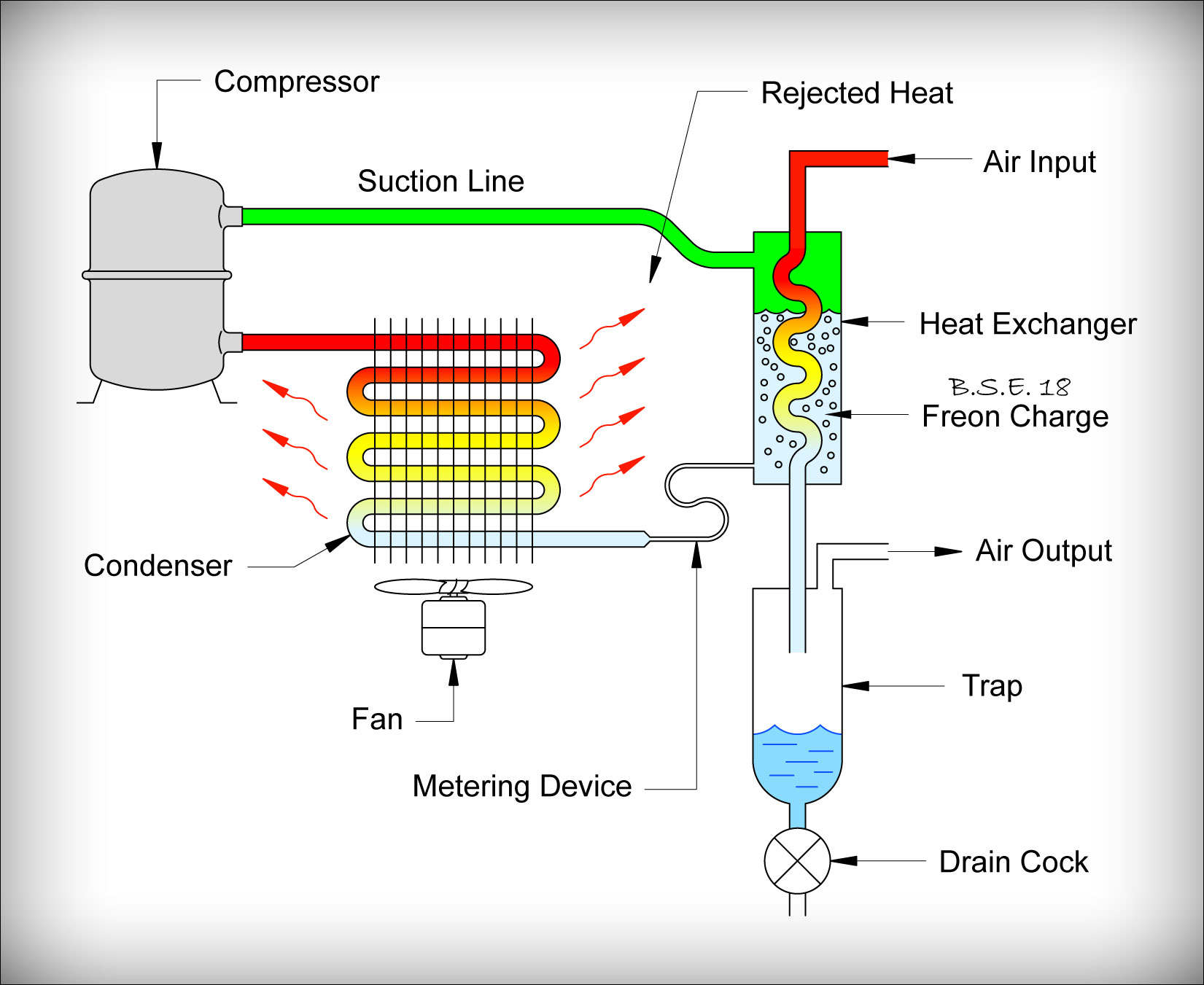
Schéma de principe d'un sécheur par réfrigération

Ce type de sécheur refroidit l'air comprimé à une température d'environ +3°C à l'aide d'un échangeur de chaleur raccordé à un groupe frigorifique conventionnel (compresseur-condenseur-évaporateur) ce qui provoque la condensation de la vapeur d'eau contenue dans l'air. L'eau liquide ainsi formée est récupérée par un séparateur d'eau et purgée hors du circuit d'air comprimé, tandis que l'air comprimé asséché est dirigé vers le réseau. Généralement, un échangeur air-air réchauffe l'air en sortie de sécheur pour éviter toute condensation sur les canalisations d'air comprimé. Le point de rosée sous pression obtenu est de l'ordre de 3 °C. Le point de rosée de l'air ainsi séché détendu à la pression atmosphérique est de l'ordre de −20 °C. Un point de rosée de 3 °C constitue un minimum sous peine de voir l'échangeur se boucher par givrage. Plusieurs types d'échangeurs peuvent être utilisés, les plus courants étant des échangeurs à plaques ou des échangeurs 3 en 1 comme la colonne de Bouhy.

### Sécheur à adsorption
Pour un article plus général, voir Adsorption par inversion de pression.

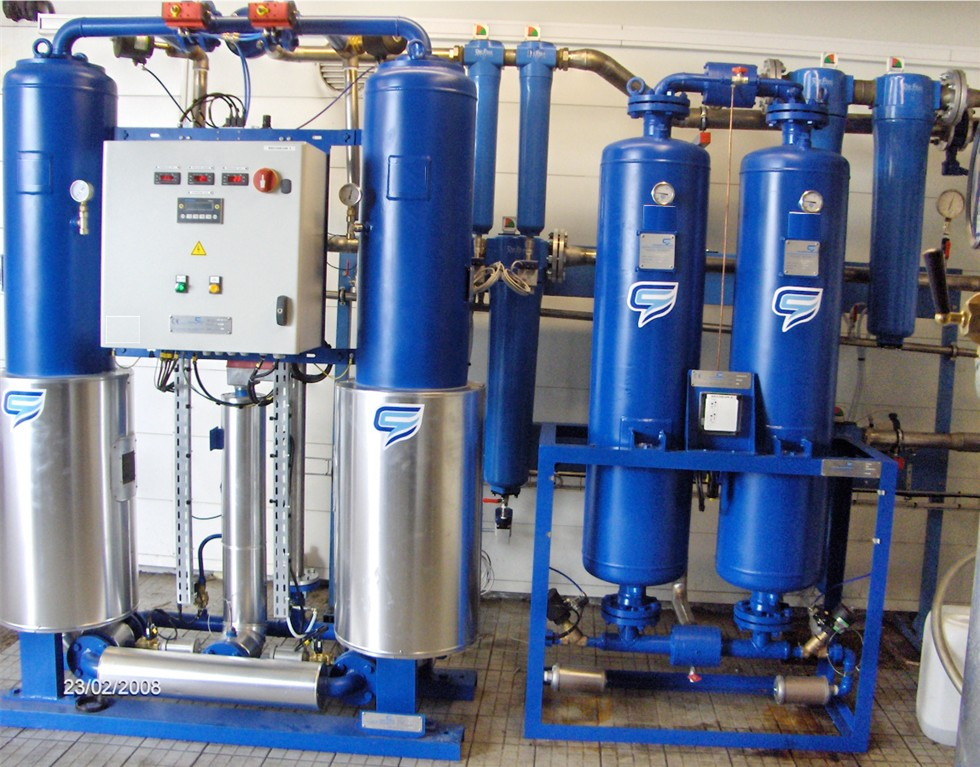
sécheurs par adsorption, à régénération par air comprimé et chaleur externe (à gauche), à régénération par air comprimé (à droite)

Ce type de sécheur utilise les propriétés de certains dessicants tels que l'alumine activée, le tamis moléculaire ou le gel de silice, qui attirent les molécules d'eau et, par conséquent, assèchent l'air comprimé (le fluide). Ces dessicants présentent en outre la capacité d'être régénérés, c'est-à-dire de restituer les molécules d'eau préalablement captés, recouvrant ainsi leur état initial d'adsorption possible. Le tamis moléculaire est le dessicant qui permet d'atteindre les points de rosée les plus bas. 
Le niveau de point de rosée possible est compris entre −20 °C et −70 °C sous pression. On retrouve généralement aux catalogues standards 3 points de rosée : -20°C, -40°C et -70°C
Plusieurs paramètres influencent les caractéristiques et performances : La température du fluide traité et la température ambiante, la pression de travail, le débit, le dessicant retenu (ou l'association de dessicants), les temps de cycle de séchage et de régénération (ces 3 derniers paramètres sont définis initialement par les fabricants pour concevoir leurs gammes et les performances attendues)
Ces sécheurs sont constitués de deux colonnes fonctionnant en alternance séchage/régénération. Le fluide à traiter traverse la colonne 1 qui se charge d'humidité pendant que la colonne 2 est en phase de régénération. Lorsque la colonne 2 à terminé sa phase de régénération, le fluide est basculé de la colonne 1 vers la colonne 2 qui commence alors une phase de séchage. La colonne 1 commence alors un cycle de régénération, et ainsi de suite...

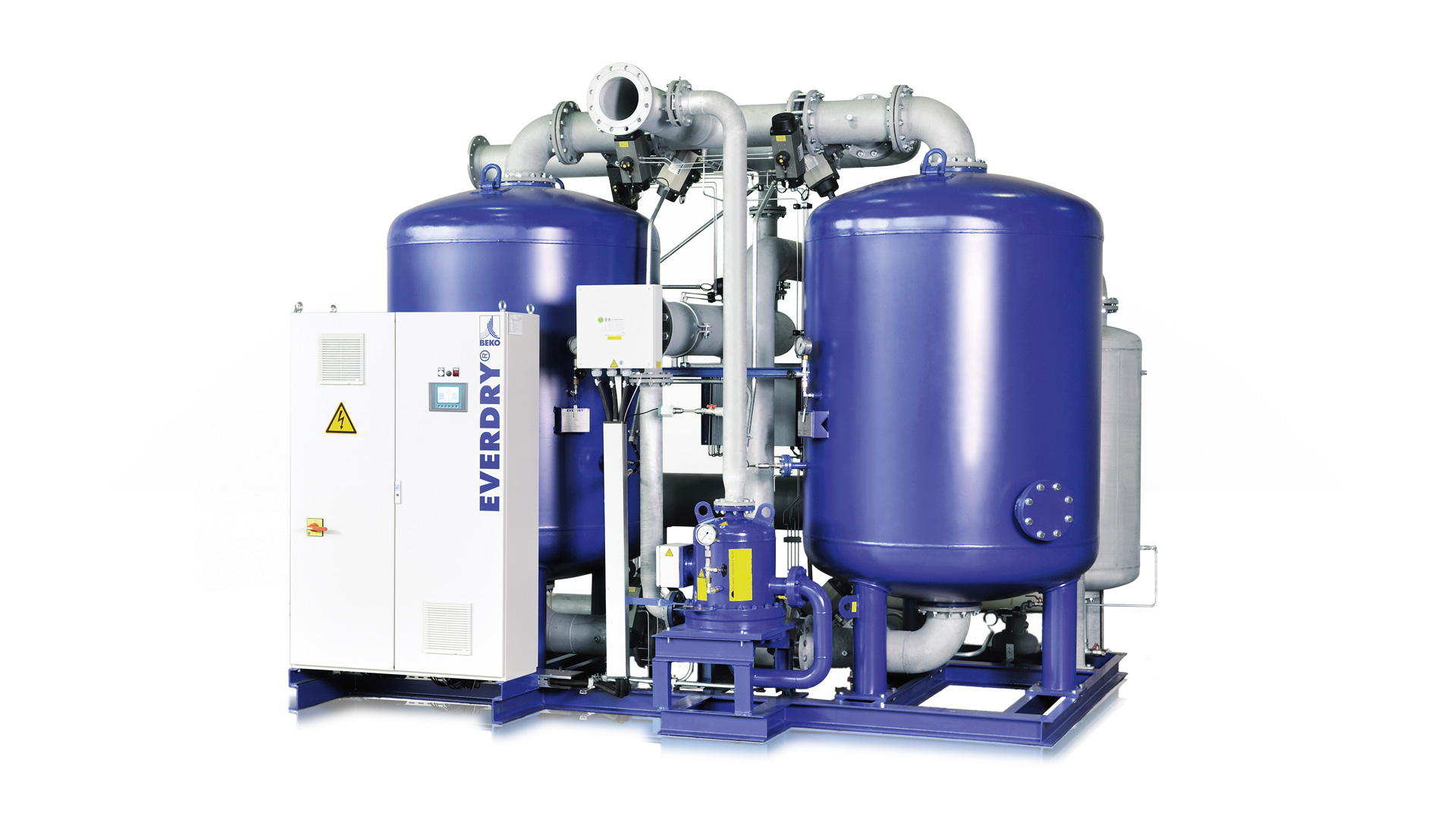
sécheur par adsorption à régénération externe

La régénération du dessicant est réalisée en faisant passer un débit d'air (à co-courant ou contre-courant, les 2 technologies cohabitent) dans la colonne chargée en humidité. ce débit de régénération reprend le volume d'eau captif dans le dessicant et est purgé à l'atmosphère.
2 technologies de régénération existent
- par balayage d'air sec (sans chaleur), prélevé à la sortie de la colonne en cours de séchage. Environ 15 % du débit nominal du sécheur est utilisé en moyenne (et 22% en crête), pour assurer cette régénération (pour un sécheur à PDR -40°C). Technique très simple mais consommatrice importante d'énergie.
- par apport de chaleur "externe". le débit d'air de régénération est produit par une soufflante externe avant de passer dans un réchauffeur (le plus souvent électrique) pour amener l'air à une température de l'ordre de 160°C, puis envoyé dans la colonne à régénérer. Il n'y à alors plus de consommation d'air comprimé pour la régénération, remplacé par une consommation électrique. il subsiste toutefois un petit prélèvement d'air comprimé prélevé pour assurer le refroidissement de la colonne à la fin de la régénération. Technique plus complexe mais avec un bilan énergétique nettement plus avantageux

Dans les 2 cas, un asservissement des temps de cycle, par hygromètre ou débitmètre..., peut permettre de réduire la consommation d'énergie.

### Sécheur à absorption
Ce type de sécheur se distingue des sécheurs à adsorption par le fait que le dessicant (différent des dessicants des sécheurs par adsorption) n'est jamais régénéré et qu'il fonctionne par déliquescence. Ils sont de ce fait peu utilisés en milieu industriel. Par contre ils sont utilisés lors du stockage de matériel ou lors du transport de produits sensibles à l'humidité.

### Sécheur à membranes

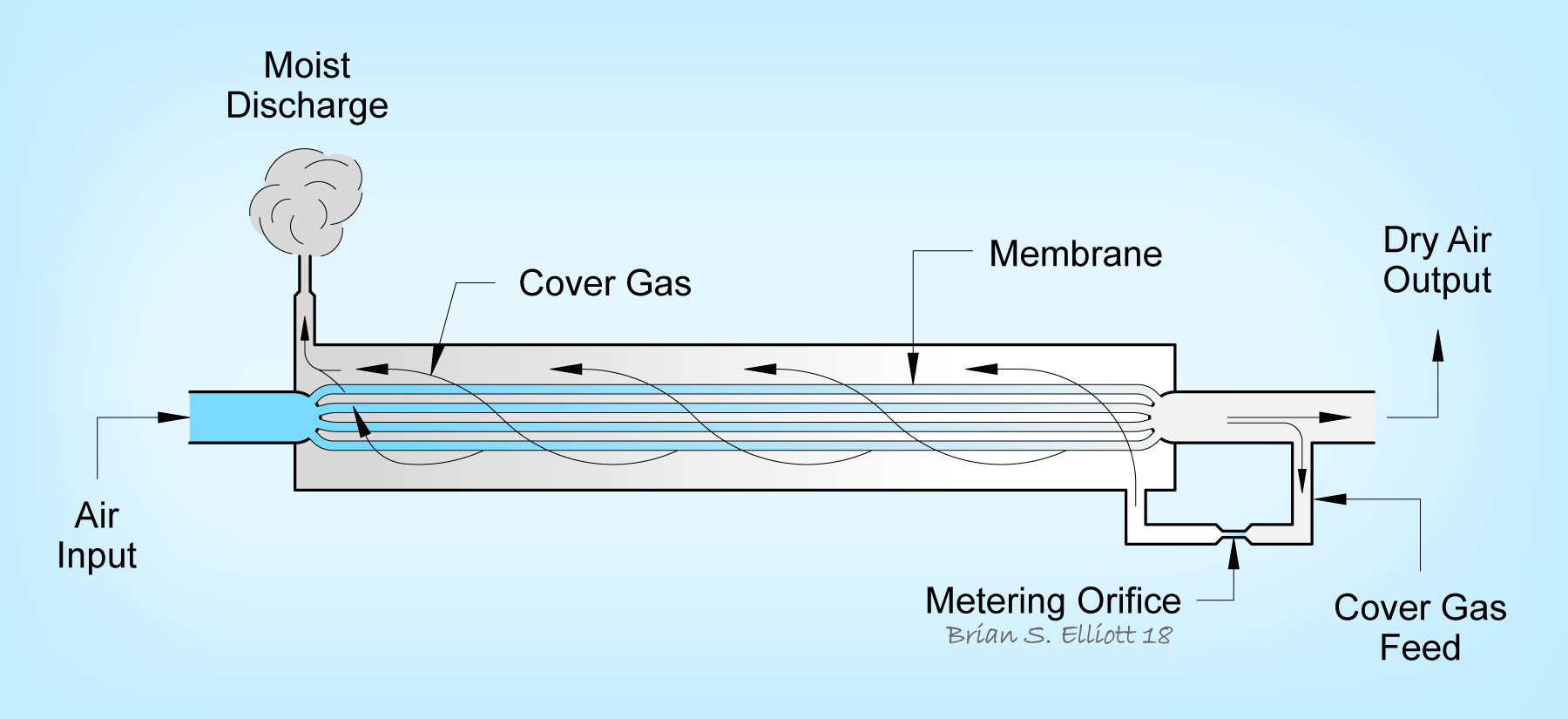
schéma de principe d'un sécheur à membranes

Ce type de sécheur repose sur le principe de perméation. L'air comprimé traverse des fibres creuses et poreuses qui ne laissent échapper que les molécules d'eau. L'air ainsi asséché est dirigé vers le réseau. Le point de rosée sous pression obtenu peut varier entre +3 °C et −35 °C  (Celsius) environ.
Ces sécheurs, généralement très compacts, sont réservés au traitement de faibles débits d'air comprimés (moins de 100 m3/h) et le Point De Rosée obtenu en sortie est variable en fonction des températures et/ou du Point De Rosée en entrée.

### Séchage par sur-compression
Cette technique de séchage n'a pas d'applications pratiques : les coûts énergétiques liés à la compression supplémentaire requise sont prohibitifs par rapport aux autres techniques existantes. Le fait de sur-comprimer l'air permet de provoquer la condensation de la vapeur d'eau. Ramené à la pression initiale, l'air est alors moins humide. 

## Applications
Les applications des sécheurs d'air sont nombreuses dans l'industrie. En particulier :
- sécher l'air comprimé (réduire la teneur en vapeur d'eau de ce fluide) avant qu'il ne soit utilisé.
- alimentation des générateurs d'ozone : pour cette application, des points de rosée très bas (de l'ordre de −60 °C) sont généralement requis, ce qui implique l'emploi de sécheurs à adsorption.